# Nova Scotia Highway 104
Der Highway 104 in der ostkanadischen Provinz Nova Scotia ist zu einem Großteil Bestandteil des Trans-Canada Highway-Systems. Er beginnt an der Grenze zu New Brunswick und endet auf Cape Breton Island in St. Peter’s. Die Route hat eine Länge von 311 km.

## Streckenverlauf
Die Route beginnt als Fortsetzung der New Brunswick Route 2 westlich der Stadt Amherst. Sie stellt die Neubaustrecke zum Highway 4 dar, Highway 4 wurde jedoch nicht aufgelassen, sondern wird weiterhin fortgeführt, es kommt dadurch zu zahlreichen Kreuzungen zwischen Highway 4 und 104 entlang der gesamten Strecke.
Die Strecke führt südlich vorbei an Amherst in südöstlicher Richtung. Sie streift die Gemeinde Oxford und gelangt am östlichen Ende der Bay of Fundy in die Stadt Truro. Dort zweigt Highway 102 ab, der in die Provinzhauptstadt Halifax führt. Highway 104 verläuft weiter in nordöstlicher Richtung; bei Westville zweigt Highway 106 ab. Dieser ist auch Bestandteil des Trans-Canada Highways und führt über Pictou zur Fähre zur Prince Edward Island.
Die Route führt als Ortsumfahrung südlich um New Glasgow und wendet sich weiter, vorbei an Antigonish nach Osten zu. Bei Port Hastings wird die Strait of Canso überquert und man gelangt von der Nova-Scotia-Halbinsel auf die Cape Breton Island. Dort zweigt dann Highway 105 nach Norden hin ab, über den der Trans-Canada Highway ab hier führt. Ein kurzes Stück bis Port Hawkesbury ist noch nicht ausgebaut, daher muss dieses Stück über Highway 4 überwunden werden. Die Strecke verläuft weiterhin ostwärts und endet in St. Peter’s.

## Gebührenpflicht

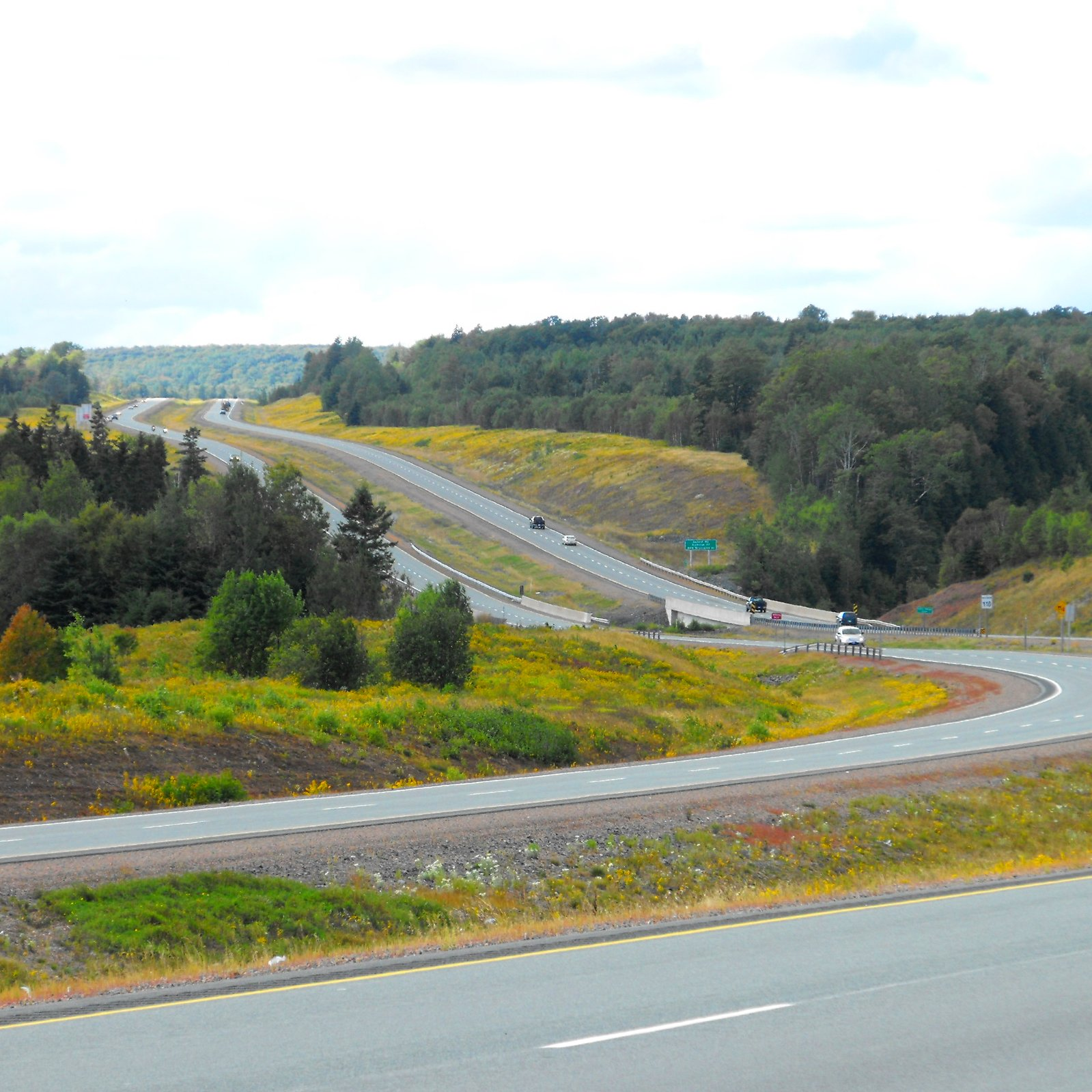
Cobequid Pass

In Nova Scotia sind Highways generell gebührenfrei, zur Refinanzierung von bestimmten Ausbaustrecken wird jedoch eine Maut erhoben. So ist ein 45 km langes Teilstück, genannt Cobequid Pass, zwischen Oxford und Truro mautpflichtig.